# Ponte dell'Olio
Ponte dell'Olio este o comună în Provincia Piacenza, Italia. În 2011 avea o populație de 4940 de locuitori.

## Demografie
Ponte dell'Olio - evoluția demografică

|  | Graficele sunt indisponibile din cauza unor probleme tehnice. Mai multe informații se găsesc la Phabricator și la wiki-ul MediaWiki. |

Date: Recensăminte sau birourile de statistică - grafică realizată de Wikipedia